# Aggro Berlin
Az Aggro Berlin egy német hiphop független lemezkiadó volt Németországban, Berlinben, ami 2001. január elsejétől  2009. április elsejéig létezett. Bár 2001-ben mint független lemezkiadót alapították meg, 2007 végén szerződést kötöttek a Universal Music Group lemezkiadóval. Öt előadó; Sido, B-Tight, Tony D, Fler és Kitty Kat voltak tagok a megszűnésekor.

## Nevének eredete
Az "Aggro" (főnévként) egy, a német szlengben használt kifejezés az agresszív hozzáállást folytatókra/használókra . 
Berlin az a város, ahol ennek a cégnek a főhadiszállása volt. Az Aggro Berlinhez csatlakozott előadók ráadásul mind berliniek.

## Története
A lemezkiadót 2001-ben Specter, Spaiche és Halil alapította. Az első társult előadók Sido és B-Tight voltak.
Röviddel ezután követte őket Bushido, aki később az Universal Musichoz, majd azután a Sony BMG-hez ment át. A lemezkiadó arról lett híres, hogy feltűnően agresszív szövegű előadókat támogat - néhány zeneszám javasolva is lett indexelésre a Bundesprüfstelle für jugendgefährdende Medien-nek (ez egy speciális német intézmény, szó szerint: Szövetségi ellenőrző hely a fiatalokat veszélyeztető médiának). Így indexelték a következő samplereket is: Aggro Ansage Nr. 2, Aggro Ansage Nr. 3, Aggro Ansage Nr. 4 és Aggro Ansage Nr. 5 (Normal + Premium Edition). Még a nagy figyelmet kapott Bushido-szólóalbum, a Von der Skyline zum Bordstein zurück és a platinalemez küszöbén álló Sido-album, a  Maske is indexelve lett. A dalszövegek legtöbbször nagyon provokálónak, gyakran keményen antifeministának, homokosgyűlölőnek és erőszakdicsőítőnek tűntek. Ennek ellenére (vagy talán épp ezért) nagyon sok fiatal kedveli ezt a zenét. 
A lemezcég előadói a „gangsta rap“ kliséivel játszanak, különösen Sido használ tudatosan gyakran felismerhető túlzásokat, ill.  az iróniát, ami sok rajongó szerint egyfajta humort jelent a szövegeiben. Kritikusok felróják a lemezcégnek, hogy a marketingkoncepciójukhoz tartozik a szándékos és részben elég sekélyes átlépése a jó ízlés határainak. 
2003-ban Fler is szerződést írt alá az Aggro Berlin-nel.2004-ben Sido bemutatkozó albumát, a "Maske-t" egy hónapon belül több mint 100.000 példányban adták el, tehát aranylemez lett. Ugyanazon év szeptemberében a rapper egy tekintélyes német zenei díjat (Viva Comet) nyert meg a „Bester Newcomer National“ kategóriában. Azóta az Aggro Berlin egyike a legismertebb német hiphop lemezkiadóknak. Az Aggro Ansage Nr. 4 (megjelent 2004. november 22-én) 2005 májusában ugyancsak aranylemez lett.
2005. december 2-án megjelent az Aggro Ansage Nr. 5, mely után két új tag csatlakozott a lemezkiadóhoz: G-Hot és Tony D. 